# Samuel Fränne

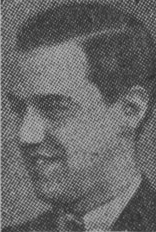
Samuel Fränne

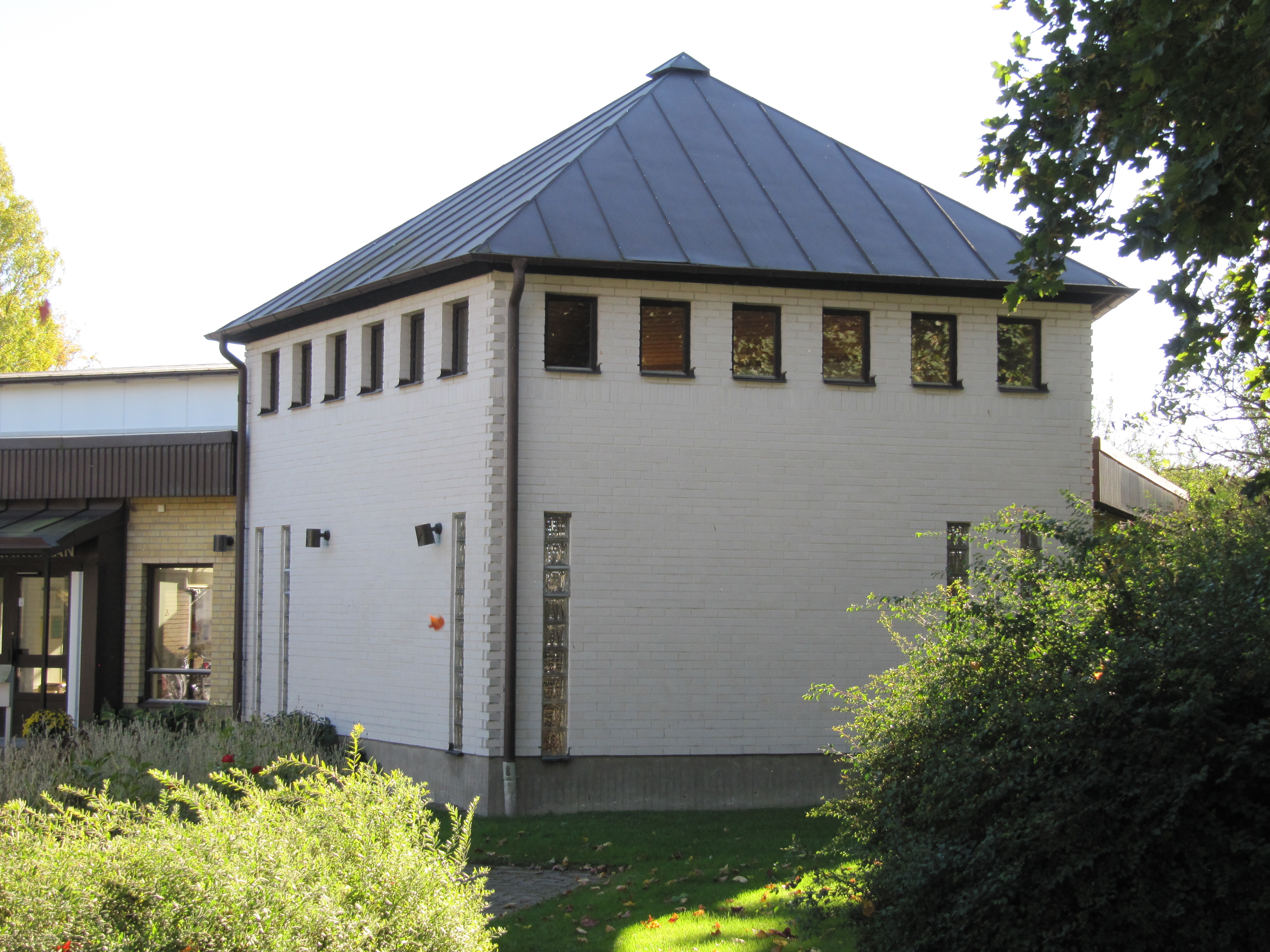
Årstakyrkan i Uppsala (1974).

Frans Gustaf Samuel Fränne, född 30 oktober 1908 i Stockholm, död 2 mars 1999 i Bromma, var en svensk arkitekt.
Fränne, som var son till ingenjör Gustaf Fränne och Selma Andersson, avlade studentexamen vid Södra Latin  i Stockholm 1928 och utexaminerades som arkitekt från Kungliga Tekniska högskolan 1932. Han studerade även vid Musikkonservatoriet i Stockholm 1930–1933. Han var assistent hos länsarkitekten i Skaraborgs och Älvsborgs län 1933–1934, bedrev egen arkitektverksamhet i Borås 1934–1936, var byggnadskonsulent i Skene 1934–1936 och i Herrljunga 1935–1944, assistent på länsarkitektkontoret i Vänersborg 1936–1944, tjänstgjorde vid Byggnadsstyrelsens stadsplanebyrå sex månader 1942–1943, var biträdande länsarkitekt i Norrbottens län 1944–1952, länsarkitekt i Blekinge län 1952–1964 och bedrev därefter egen verksamhet i Stockholm. Han företog studieresor till en rad länder, bland annat till Storbritannien som von Rothsteinsk stipendiat för stadsplanestudier 1948. Han utförde stads- och byggnadsplaner, bostadshus, restaureringar och nybyggnad av kyrkor och församlingsgårdar. Han skrev tidskriftsartiklar i kyrkobyggnadsfrågor.